# USS Galena (1862)
Pour les autres navires du même nom, voir USS Galena.
L'USS Galena est un cuirassé à large coque en bois construit pour la Marine des États-Unis pendant la guerre de Sécession. Le navire est initialement affecté à l'escadron du blocus de l'Atlantique Nord et soutient les forces de l'Union au cours de la campagne de la Péninsule en 1862. Il est endommagé lors de la bataille de Drewry's Bluff parce que son blindage est trop mince pour empêcher les coups confédérés de pénétrer. Largement considéré comme un échec, le Galena est reconstruit sans ajouter de blindage en 1863 et est transféré à l'escadron du blocus du golfe occidental en 1864. Le navire participe à la bataille de la baie de Mobile et au siège du fort Morgan suivant en août. Il est brièvement transféré à l'escadron du blocus du golfe oriental en septembre avant d'être envoyé à Philadelphie, en Pennsylvanie, pour des réparations en novembre.
Les réparations sont achevées en mars 1865 et le Galena rejoint l'escadron du blocus de l'Atlantique Nord à Hampton Roads le mois suivant. Après la fin de la guerre, le navire est déclassé à Portsmouth, New Hampshire en juin. Il est transféré à Hampton Roads, en 1869, condamné en 1870, et mis à la ferraille en 1872.

## Contexte
Après que les États-Unis ont appris la construction de cuirassier à toute épreuve confédéré , CSS Virginia, le Congrès affecte 1,5 million de dollars le 3 août à la construction d'un ou plusieurs bateaux à vapeur blindés. Il ordonne également la création d'une commission pour enquêter sur les navires blindés. La marine des États-Unis annonce des propositions pour « cuirassiers blindés à vapeur de guerre » le 7 août et Gideon Welles, le secrétaire à la Marine, nomme les trois membres du conseil d'administration des ironclads (en) le lendemain. Leur tâche consiste à « examiner les plans pour la réalisation de navires blindés ».
Bien avant cette date, Cornelius Bushnell (en) a commandé la conception d'un sloop blindé à l'architecte naval Samuel H. Pook en juin pour 1 500 $ en anticipant un ordre de la Marine de l'Union pour contrer les ironclads confédérés, dont la construction en cours est déjà connue. Bushnell attend cet ordre parce que son offre, au coût plus élevé, pour la construction de la canonnière, de la classe classe Unadilla, Owasco a déjà été acceptée, à condition qu'il sous-traite la construction au chantier naval Charles Mallory & Sons de Mystic, dans le Connecticut. En échange, la Marine demande si Bushnell peut donner un prix pour une canonnière blindée. Il le fait et sous-traite la construction de sa conception à Maxon, Fish & Co., également de Mystic, le 20 juillet, le lendemain de l'introduction d'une loi autorisant la construction d'un certain nombre de navires blindés de navires au Sénat. Le bâtiment à coque de bois Galena commence deux jours plus tard.
Le bureau des Inronclads accepte deux des seize projets soumis au début de septembre, la frégate blindée qui devient l'USS New Ironsides et le projet de Bushnell. Le bureau exige la garantie de Bushnell que son navire flottera malgré le poids de son blindage et qu'il doit avoir sa conception revue par un constructeur naval à cette fin. Cornelius H. DeLamater recommande que Bushnell consulte son ami John Ericsson. Les deux hommes se rencontrent, le 9 septembre et de nouveau le lendemain, après qu'Ericsson a eu le temps d'évaluer la conception du Galena et donne sa garantie. Au cours de cette deuxième réunion Ericsson montre à Bushnell sa propre conception, le futur Monitor. Bushnell obtient la permission d'Ericsson de montrer le modèle de sa conception à Welles et ce dernier dit à Bushnell de la montrer au bureau. En dépit d'un rejet préliminaire, le bureau accepte la proposition d'Ericsson le 16 septembre après qu'il a expliqué sa conception en personne la veille.
Les trois navires cuirassés sont sensiblement différents dans la conception et dans le degré de risque. Le Monitor a la conception la plus innovante en raison de son faible franc-bord, sa coque en métal de faible tirant d'eau, et une dépendance totale à la propulsion à vapeur. L'élément le plus risqué de sa conception est sa tourelle rotative, quelque chose qui n'a pas encore été testé par aucune marine,. La garantie de livraison d'Ericsson dans les 100 jours s'avère décisive dans le choix de son projet, malgré les risques encourus. La caractéristique la plus nouvelle du Galena à coque en bois est son blindage de rails de fer emboîtés. Le New Ironsides est beaucoup influencé par le cuirassé français Gloire et est le projet le plus conservateur des trois, qui copie de nombreuses caractéristiques du navire français.

## Conception et description
La conception d'origine du Galena, datée du 28 juin, est celle d'une corvette à gréement de goélette avec trois mâts, de 49,4 m de hauteur à la ligne de flottaison avec une largeur de 9,8 m, une profondeur de cale de 3,3 m et d'un déplacement estimé de 810 tonnes. Les bords du navire sont protégés par des plaques de fer forgé de 63,5 mm d'épaisseur, appuyé sur 38,1 mm de caoutchouc d'Inde et d'un bord de la coque de 460 mm. Le pont du navire se compose d'armure 31,75 mm d'épaisseur. Une conception révisée est soumise au bureau des Ironclads, pour laquelle un contrat est attribué le 28 septembre, dans lequel le sloop est agrandi, probablement parce qu'il y a des incertitudes de la conception originale à soutenir le poids du blindage proposé.
Tel que construit, le Galena fait 54,9 m de long entre les perpendiculaires et 64 m de longueur globale. Il a une largeur de 11 m, une profondeur de la cale de 3,9 m, et un tirant d'eau de 3,4 m. Le navire déplace 950 tonnes et a une capacité de 738 tonnes de charge. Le nombre de mâts est réduit à deux et un frégatage considérablement augmenté. Son équipage s'élève à 150 officiers et marins. Pour son seul voyage à travers l'océan dans sa configuration d'origine, le Galena a un fort roulis.
Alors en construction, le plan du blindage est modifié. Le support en caoutchouc est remplacé par un 15,847 mm de fer supplémentaire, bien que le commodore Joseph Smith, chef du bureau des chantiers navals et des quais (en) et Pook ne sont pas certains de la capacité du navire à supporter ce poids. Afin de réduire le poids, plusieurs alternatives sont proposées. Une proposition est de réduire l'épaisseur de la protection de 12,7 mm sur une longueur de 6,1 m de la proue à la poupe et l'autre est de réduire l'épaisseur du blindage au-dessus des seuils des sabords de 50,8 mm et de l'épaisseur du blindage du pont de 12,7 mm sur 63,5 mm de bois. On ne sait pas exactement comment la situation a été résolue, mais un rapport du 31 mars 1862 suggère que les deux propositions ont été combinées puisqu'il est écrit que le blindage est de 51 mm d'épaisseur au-dessus des sabords, sauf autour de la poupe, où il est de 13 mm d'épaisseur.
Le Galena est propulsé par un moteur à valeur à levier vibrant monocylindre horizontal Ericsson, qui entraîne une hélice. Le moteur de 600 kW utilise la vapeur générée par deux chaudières et donne au navire une vitesse de 15 km/h. Il a un piston de 1 219 mm et une course de 914 mm. Lors de son voyage vers Hampton Roads après la mise en service, le navire atteint une vitesse de 13-15 km/h  à l'aide de ses voiles.
Le navire est armé avec deux canons Parrott de 163 mm de 45 kg montés sur un pivot à l'avant et à l'arrière et de quatre canons lisses Dahlgren de 229 mm. Chaque canon de 229 mm pèse environ 4 100 kg. Ils peuvent tirer des obus de 32-41 kg à une distance de 3 150 m à une élévation de 15°. Les canons à chargement par la bouche tirent des obus de 32-45 kg et ont une portée maximale d'environ 2 057 m. Les canons de calibre 20 pèsent environ 4 400 kg chacun.

## Carrière
La quille du Galena est posée par Maxson, Fish & Co. en 1861, et il est lancé le 14 février 1862. Le navire est mis en service le 21 avril 1862 avec le capitaine de frégate Alfred Taylor au commandement. Le Galena arrive à Hampton Roads le 24 avril, après avoir subi plusieurs pannes moteur en route, et est affecté à l'escadron du blocus de l'Atlantique Nord du contre-amiral L. M. Goldsborough. Le capitaine de frégate John Rodgers relève Taylor le même jour. Lorsque Goldsborough inspecte le navire peu après son arrivée, il ordonne que son espar soit coupé et les écrous à l'intérieur de sa coque soient recouverts avec une tôle de fer pour éviter qu'il se brisent lorsque le navire est touché.
Le Galena se prépare au combat le 4 et le 7 mai lorsque le cuirassier Virginia effectue une sortie dans Hampton Roads, mais le Virginia n'attaque pas. Le 8 mai, le navire, avec les canonnières Port Royal et Aroostook, remonte le fleuve James avec des ordres pour coopérer avec l'armée de la Péninsule du major général George B. McClellan et de harceler les forces confédérées en retraite. Les navires réduisent au silence une batterie et passent devant une autre couvrant la rivière sans dommage avant que le Galena s'échoue plus tard dans la journée. Il n'est pas endommagé, même s'il a besoin d'un jour et demi de travail avant d'être libéré. Les navires de Rodgers sont renforcés par les cuirassés Monitor et Naugatuck le 12 mai et ils atteignent City Point le lendemain.

### Bataille de Drewry's Bluff

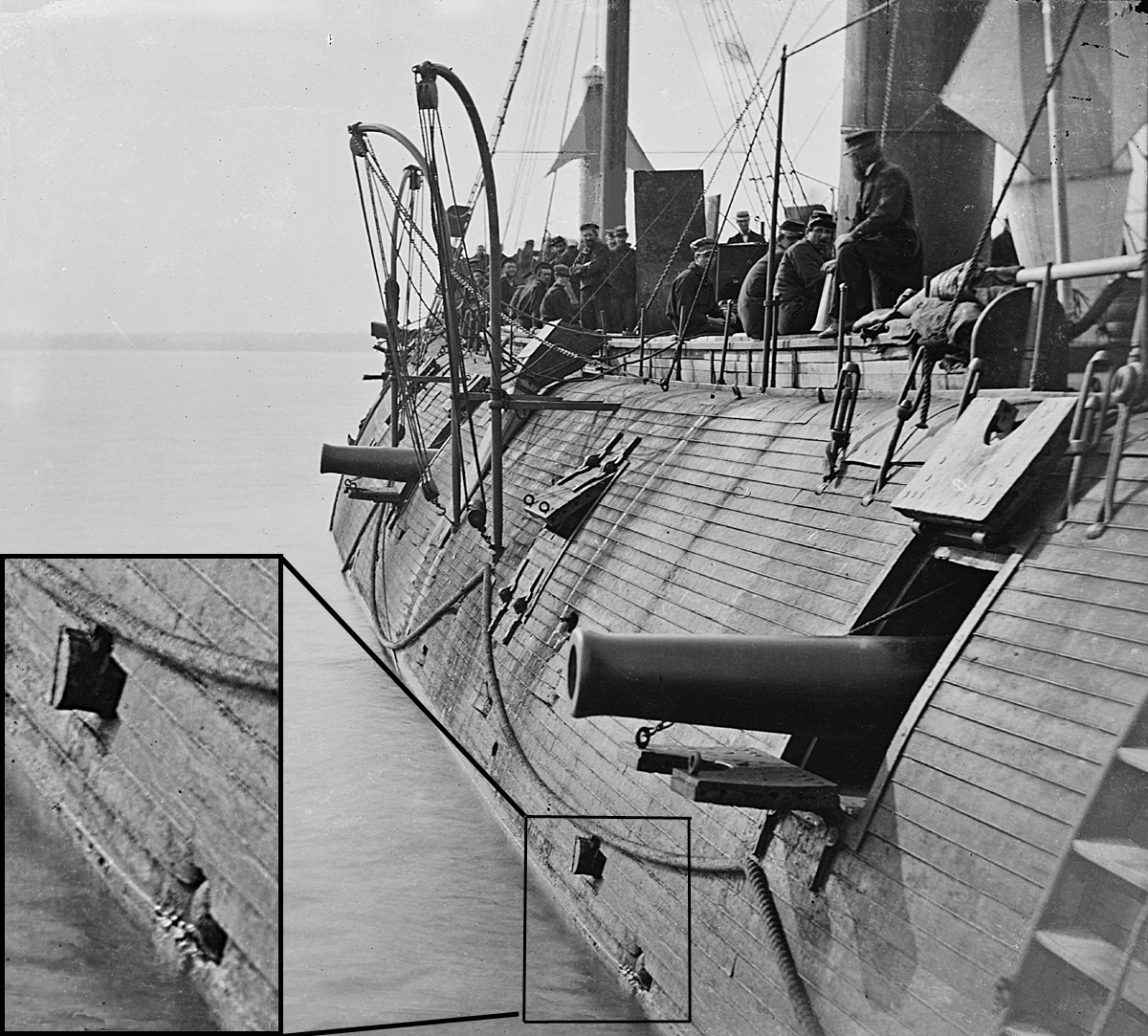
Galena le 15 may 1862, montrant des dégâts occasionnés par des combats.

Le matin du 15 mai, le Galena mène son escadron jusqu'à Drewry's Bluff, à environ 13 km de Richmond, où les confédérés ont bloqué la rivière et placé une batterie sur l'escarpement de 27 m pour couvrir les obstacles. Le Galena s'ancre à environ 550 m de la falaise et ouvre le feu à 7 heures 45, pendant que les navires de bois restent plus loin en aval. Le Monitor tente de tirer sur la batterie, mais ses canons ne peuvent pas s'élever suffisamment pour l'atteindre. Le Galena engage la position confédérée pendant plus de trois heures, jusqu'à ce qu'il épuise presque ses munitions. Son feu est largement inefficace, bien que ses obus réussissent à tuer sept hommes de la batterie et à en blesser huit. En retour, le navire est touché environ 44 fois à bâbord, dont 13 tirs pénétrant son blindage et il a trois gros trous percés sur son pont. Treize membres d'équipage sont tués et 11 autres blessés,. Dans une lettre à sa femme, Rodgers déclaré que « ses bords sont comme s'il avait une attaque de variole ». Deux matelots et un marine à bord du Galena reçoivent la médaille d'honneur pour leurs actions au cours de la bataille : le pompier Charles Kenyon, le quartier maître Jeremiah Regan, et le caporal John F. Mackie (en). Mackie est le premier membre du corps des Marines des États-Unis à recevoir la décoration,.
Le Galena reste sur le James après la bataille et retourne à City Point. Il bombarde les soldats confédérés le long du fleuve et bombarde City Point pour couvrir une force de débarquement qui met le feu aux dépôts. Le 27 juin, le major général McClellan monte à bord du navire pour trouver un nouveau camp qui sera établi plus tard près de la Harrison's Landing. Le 30 juin, McClellan est contraint de se retirer vers l'aval de la James, couvert par les tirs du Galena et les autres canonnières. Ils continuent à soutenir ses forces jusqu'à ce qu'elles soient transférées en Virginie du nord. Le Galena patrouille dans le fleuve pour défendre les navires de transport et de ravitaillement contre les raids confédérés et les embuscades jusqu'à ce qu'il soit détaché de la flottille du James en septembre 1862. Le Galena et le Monitor sont retenus à Newport News, en Virginie, dans le cas où les cuirassés confédérés en cours de construction à Richmond sortent dans Hampton Roads.
Le Galena quitte Hampton Roads le 19 mai 1863 et arrive à Philadelphie, en Pennsylvanie, deux jours plus tard, où il est mis hors service pour des réparations et une reconstruction. La plupart de son blindage inefficace est supprimé, sauf autour des moteurs et des chaudières ; son armement est augmenté avec des canons Dalgren de 203 à 229 mm et un unique canon Parrot de 45 kg et il est reconstruit comme un navire trois-mâts carré.
Remis en service le 15 février 1864, le Galena, désormais sous le commandement du capitaine de corvette C. H. Wells, navigue le 18 février, pour le golfe du Mexique et l'escadron de blocus du golfe de l'ouest. Le navire est pris dans la glace à New Castle, au Delaware, jusqu'à ce qu'il soit remorqué jusqu'à la mer par un brise-glace, et est forcé de s'arrêter dans le port pour les réparations. Il quitte Norfolk, le 10 mai, et arrive à Pensacola, en Floride, le 20 mai, pour un service de blocus contre Mobile, en Alabama, au cours duquel il bombarde le fort Morgan et tire sur les divers coureurs de blocus alors qu'ils tentent d'échapper au blocus.

### Bataille de la baie de Mobile

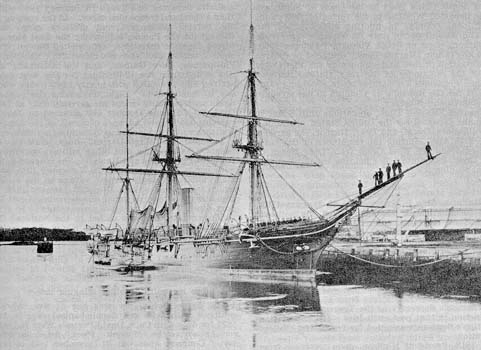
Le Galena, après 1864 reconstruit comme un sloop en bois.

Le contre-amiral David Farragut, commandant l'escadron du blocus du golfe de l'ouest, divise ses navires en deux colonnes. Les quatre monitors constituent la colonne tribord, au plus près du fort Morgan, et leur mission est de bombarder le fort pendant que les navires en bois dans l'autre colonne passent, et coulent le cuirassier bélier CSS Tennessee (1863). Une fois le fort passé, les navires en bois doivent empêcher la fuite des canonnières en bois confédérées vers Mobile. Pour s'assurer que ses navires en bois puissent aller au-delà du fort Morgan, Farragut ordonne qu'ils soient arrimés par paires, de sorte qu'un navire peut remorquer l'autre si les confédérés réussissent à éliminer ses chaudières ou ses moteurs.
Le Galena est attaché au côté bâbord du sloop plus grand Oneida et la paire sont les derniers navires de la colonne du port lorsque la bataille commence le matin du 5 août 1864. En passant le fort, l'Oneida a sa chaudière tribord mise hors service par un obus et son équipage tente de rediriger sa vapeur vers les deux moteurs, quand il est engagé par le Tennessee, à une distance de 180 m. L'ironclad réussit seulement à tirer trois coups de feu qui causent peu de dommages. Le Galena est frappé six fois en passant le fort avec peu de dégâts, bien que son gréement soit sérieusement coupé. Deux membres de l'équipage sont blessés et un autre meurt de ses blessures. Quatre marins du Galena reçoivent la médaille d'honneur pour leurs actions au cours de la bataille : la matelot William Gardner, le quartier-maître Thomas Jordan, le quartier-maître Edward S. Martin, et le barreur Edward B. Young,.
Le Galena bombarde par intermittence le fort Morgan jusqu'à ce qu'il capitule le 23 août et navigue de la baie de Mobile le 31 août pour servir temporairement au sein de l'escadron du blocus du golfe de l'est à Key West, en Floride. Le transfert est rendu permanent le 24 septembre et il est envoyé aux chantiers navals de Philadelphie pour réparations un mois plus tard. Le navire n'arrive pas avant le 4 novembre et les réparations ne commencent pas avant le 22 novembre. Le Galena est remis en service le 29 mars 1865 et est réaffecté à l'escadron du blocus de l'Atlantique nord. Il atteint Newport News le 2 avril où le navire patrouille dans l'embouchure de la rivière Nansemond (en) et dans la rivière James jusqu'à son départ le 6 juin pour Portsmouth, au New Hampshire.
Le Galena y est démantelé le 17 juin, jusqu'à ce qu'il soit remis en service le 9 avril 1869 pour retourner à Hampton Roads, où il est de nouveau mis hors service le 2 juin. Condamné par l'étude de 1870, Galena est détruit en 1872 dans le chantier naval de Norfolk.